# マジシャン (競走馬)
マジシャン (Magician) はアイルランドの競走馬、種牡馬である。主な勝ち鞍は2013年の愛2000ギニー(GI)、ブリーダーズカップ・ターフ(GI)。

## 戦績
2012年9月にデビュー。初戦は最下位の9着に沈むが、ジョセフ・オブライエンに乗り替わった2戦目で2着と変わり身を見せ、3戦目で2着馬に6馬身差をつけて初勝利を挙げた。
2013年は初戦のディーステークスで重賞初制覇を果たし、続く愛2000ギニーを3馬身半差で制してGI初勝利を挙げる。愛ダービーは同厩舎の英ダービー馬ルーラーオブザワールドとの使い分けのため回避し、マイル戦のセントジェームズパレスステークスに参戦。しかし、快速馬ドーンアプローチとトロナードによる競り合いの遥か後方で最下位に沈んだ。
4ヶ月半の休み明けで挑んだブリーダーズカップ・ターフでは12.5倍のオッズで6番人気であったが、後方2番手追走から最後の直線で末脚を伸ばし、圧倒的1番人気（1.5倍）のザフューグを半馬身差し切って優勝。この勝利が決め手となり、ドーンアプローチ（英2000ギニーとセントジェームズパレスステークスの勝ち馬）およびトロナード（サセックスステークスとクイーンアンステークスの勝ち馬）を逆転する形でカルティエ賞最優秀3歳牡馬を受賞した。
2014年はドバイシーマクラシックから始動したが、ジェンティルドンナの6着に敗れた。本拠地アイルランドに戻ってムーアズブリッジステークスで通算5勝目を挙げたが、次戦のタタソールズゴールドカップではフランケルの全弟ノーブルミッションの逃げ切りを許して2着に終わった。プリンスオブウェールズステークスではザフューグに雪辱を果たされて2着、キングジョージ6世&クイーンエリザベスステークスでは3歳牝馬タグルーダから大きく離された6着に終わった。その後は米国に遠征し、アーリントンミリオンで2着となる。連覇がかかるブリーダーズカップ・ターフがラストランとなる予定だったが、右前脚の故障により出走取り消しとなり、そのまま現役を引退した。

### 競走成績
以下の内容は、Irish Racing.comおよびEquibaseの情報に基づく。
| 出走日         | 競馬場             | 競走名                                         | 格 | 距離        | 着順 | 騎手           | 着差      | 1着（2着）馬       |
| -------------- | ------------------ | ---------------------------------------------- | -- | ----------- | ---- | -------------- | --------- | ------------------ |
| 2012年09月08日 | レパーズタウン     | 未勝利                                         |    | 芝7f        | 9着  | J.ヘファーナン | 12.44馬身 | Mooqtar            |
| 2012年09月27日 | ダンドーク         | 未勝利                                         |    | 芝7f        | 2着  | J.オブライエン | 1/2馬身   | Mouteab            |
| 2012年10月14日 | カラ               | 未勝利                                         |    | 芝8f        | 1着  | J.オブライエン | 6馬身     | Bunairgead         |
| 2012年10月27日 | レパーズタウン     | キラヴランステークス                           | G3 | 芝7f        | 7着  | J.ヘファーナン | 16.31馬身 | Big Break          |
| 2013年05月10日 | チェスター         | ディーステークス                               | G3 | 芝10f75yds  | 1着  | R.ムーア       | 4馬身     | （Contributer）    |
| 2013年05月25日 | カラ               | 愛2000ギニー                                   | G1 | 芝8f        | 1着  | J.オブライエン | 3馬身1/2  | （Gale Force Ten） |
| 2013年06月18日 | アスコット         | セントジェームズパレスステークス               | G1 | 芝8f        | 9着  | J.オブライエン | 12.37馬身 | Dawn Approach      |
| 2013年11月02日 | サンタアニタ       | ブリーダーズカップ・ターフ                     | G1 | 芝12f       | 1着  | R.ムーア       | 1/2馬身   | （The Fugue）      |
| 2014年03月29日 | メイダン           | ドバイシーマクラシック                         | G1 | 芝12f       | 6着  | J.オブライエン |           | ジェンティルドンナ |
| 2014年05月05日 | カラ               | ムーアズブリッジステークス                     | G3 | 芝10f       | 1着  | J.オブライエン | クビ      | （Parish Hall）    |
| 2014年05月25日 | カラ               | タタソールズゴールドカップ                     | G1 | 芝10f110yds | 2着  | J.オブライエン | 1馬身1/4  | Noble Mission      |
| 2014年06月18日 | アスコット         | プリンスオブウェールズステークス               | G1 | 芝10f       | 2着  | J.オブライエン | 1馬身3/4  | The Fugue          |
| 2014年07月26日 | アスコット         | キングジョージ6世&クイーンエリザベスステークス | G1 | 芝12f       | 6着  | J.オブライエン | 13.81馬身 | Taghrooda          |
| 2014年08月16日 | アーリントンパーク | アーリントンミリオン                           | G1 | 芝10f       | 2着  | J.オブライエン | 1馬身     | Hardset Core       |

## 種牡馬時代
2015年からアメリカ合衆国のアッシュフォードスタッドで種牡馬入りした。初年度の種付け料は1万2500ドル。
2018年4月にアッシュフォードスタッドを退厩し、翌月から母国アイルランドのキャッスルハイド・スタッドで繋養される。
2021年はイタリアで種牡馬生活を送っていたが、2022年からアイルランドで再び種牡馬生活を送る。

## 血統表
| マジシャンの血統                | マジシャンの血統                                                                     | マジシャンの血統                                                                     | （血統表の出典）                                                                     | （血統表の出典） |
| 父系                            | サドラーズウェルズ系                                                                 | サドラーズウェルズ系                                                                 | サドラーズウェルズ系                                                                 | [ § 2 ]          |
| 父 Galileo 1998 鹿毛            | 父の父Sadler's Wells 1981 鹿毛                                                       | Northern Dancer                                                                      | Nearctic                                                                             | Nearctic         |
| 父 Galileo 1998 鹿毛            | 父の父Sadler's Wells 1981 鹿毛                                                       | Northern Dancer                                                                      | Natalma                                                                              |                  |
| 父 Galileo 1998 鹿毛            | 父の父Sadler's Wells 1981 鹿毛                                                       | Fairy Bridge                                                                         | Bold Reason                                                                          | Bold Reason      |
| 父 Galileo 1998 鹿毛            | 父の父Sadler's Wells 1981 鹿毛                                                       | Fairy Bridge                                                                         | Special                                                                              |                  |
| 父 Galileo 1998 鹿毛            | 父の母Urban Sea 1989 栗毛                                                            | Miswaki                                                                              | Mr. Prospector                                                                       | Mr. Prospector   |
| 父 Galileo 1998 鹿毛            | 父の母Urban Sea 1989 栗毛                                                            | Miswaki                                                                              | Hopespringseternal                                                                   |                  |
| 父 Galileo 1998 鹿毛            | 父の母Urban Sea 1989 栗毛                                                            | Allegretta                                                                           | Lombard                                                                              | Lombard          |
| 父 Galileo 1998 鹿毛            | 父の母Urban Sea 1989 栗毛                                                            | Allegretta                                                                           | Anatevka                                                                             |                  |
| 母 Absolutelyfabulous 2003 鹿毛 | 母の父Mozart 1988 鹿毛                                                               | *デインヒル                                                                          | Danzig                                                                               | Danzig           |
| 母 Absolutelyfabulous 2003 鹿毛 | 母の父Mozart 1988 鹿毛                                                               | *デインヒル                                                                          | Razyana                                                                              |                  |
| 母 Absolutelyfabulous 2003 鹿毛 | 母の父Mozart 1988 鹿毛                                                               | Victoria Cross                                                                       | Spectacular Bid                                                                      | Spectacular Bid  |
| 母 Absolutelyfabulous 2003 鹿毛 | 母の父Mozart 1988 鹿毛                                                               | Victoria Cross                                                                       | Glowing Tribute                                                                      |                  |
| 母 Absolutelyfabulous 2003 鹿毛 | 母の母Lady Windermere 1997 栗毛                                                      | Lake Coniston                                                                        | Bluebird                                                                             | Bluebird         |
| 母 Absolutelyfabulous 2003 鹿毛 | 母の母Lady Windermere 1997 栗毛                                                      | Lake Coniston                                                                        | Persian Polly                                                                        |                  |
| 母 Absolutelyfabulous 2003 鹿毛 | 母の母Lady Windermere 1997 栗毛                                                      | Brigid                                                                               | Irish River                                                                          | Irish River      |
| 母 Absolutelyfabulous 2003 鹿毛 | 母の母Lady Windermere 1997 栗毛                                                      | Brigid                                                                               | Luv Luvin'                                                                           |                  |
| 母系(F-No.)                     | 9号族(FN:9-b)                                                                        | 9号族(FN:9-b)                                                                        | 9号族(FN:9-b)                                                                        | [ § 3 ]          |
| 5代内の近親交配                 | Northern Dancer3×5=15.63%、His Majesty・Graustark5×5＝6.25%、Raise a Native5×5=6.25% | Northern Dancer3×5=15.63%、His Majesty・Graustark5×5＝6.25%、Raise a Native5×5=6.25% | Northern Dancer3×5=15.63%、His Majesty・Graustark5×5＝6.25%、Raise a Native5×5=6.25% | [ § 4 ]          |
| 出典                            | 1. 2. 3. 4.                                                                          | 1. 2. 3. 4.                                                                          | 1. 2. 3. 4.                                                                          | 1. 2. 3. 4.      |

- 3代母Brigidの子孫にリッスン、タッチングスピーチ、ファッショニスタ、ヘンリーザナビゲーター、アスコリピチェーノ。